# Silvério Jarbas Paulo de Albuquerque
 Silvério Jarbas Paulo de Albuquerque   , né le 11 mars 1917 à Olinda, État de Pernambouc  au Brésil et mort le 28 mai 2013 à Feira de Santana, dans l'État de Bahia, est un prélat catholique brésilien.

## Biographie
Silvério Jarbas Paulo de Albuquerque est membre de l'ordre des franciscains et est ordonné prêtre en 1961. En 1970 il est nommé évêque de Caetité et en 1973 de Feira de Santana. Silvério Jarbas Paulo de Albuquerque  prend sa retraite en 1995.

## Sources
- Profil sur Catholic hierarchy